# فهرست سفیران ایران در قزاقستان
فهرست سفیران ایران در قزاقستان 
- علیرضا بیگدلی (کاردار) ۱۳۷۰–۱۳۷۱
- رسول اسلامی ۱۳۷۱–۱۳۷۵
- حسن قشقاوی خرداد ۱۳۷۵–خرداد ۱۳۷۹
- مرتضی صفاری نطنزی  ۱۳۷۹–۱۳۸۳
- رامین مهمان‌پرست ۱۳۸۳–۱۳۸۸
- قربان صیفی اسفند ۱۳۸۸–۱۳۹۳
- مجتبی دمیرچی‌لو ۱۳۹۳–۱۳۹۷
- مجید صمدزاده صابر مرداد ۱۳۹۷ تا ۱۴۰۲
- علی‌اکبر جوکار ۱۴۰۲ تاکنون